# Glenea moultoni
Glenea moultoni là một loài bọ cánh cứng trong họ Cerambycidae.